# Büşra Katipoğlu
Büşra Katipoğlu (* 17. Januar 1992 in Istanbul) ist eine türkische Judoka. Sie nahm für die Türkei 2016 an den Olympischen Spielen teil.

## Karriere
Vom Türkiye Milli Olimpiyat Komitesi wurde sie für die Olympischen Sommerspiele 2016 in Rio de Janeiro nominiert und durfte dort bei den Judo-Wettbewerb im Halbmittelgewicht antreten. Nachdem sie in der ersten Runde Katerina Nikoloska besiegt hatte, traf sie in der zweiten Runde auf die Französin Clarisse Agbegnenou und verlor diesen Kampf gegen die spätere Silbermedaillengewinnerin.